# John Gregson
John Gregson, all'anagrafe Harold Thomas Gregson (Glasgow, 15 marzo 1919 – Porlock Weir, 8 gennaio 1975), è stato un attore britannico.

## Biografia
Di origine irlandese, John Gregson frequentò il St. Francis Xavier's College, ma lasciò la scuola a 16 anni, lavorando prima per una compagnia telefonica, poi per la Liverpool Corporation. Durante questo periodo nacque il suo interesse per la recitazione, che lo portò a entrare in una compagnia locale amatoriale nella natia Liverpool. Allo scoppio della seconda guerra mondiale Gregson fu arruolato nella Royal Navy come marinaio su un dragamine. Rimase ferito a un ginocchio durante il siluramento del dragamine e fu tratto in salvo in mare.
Dopo la smobilitazione nel 1945, entrò a far parte della Liverpool Playhouse, dove rimase per un anno, per poi passare al teatro della città scozzese di Perth. Qui incontrò la sua futura moglie, l'attrice Thea Gregory, che sposò a Londra  nel 1947 e dalla quale ebbe sei figli.
Una delle prime apparizioni di Gregson sul grande schermo fu nel film Sarabanda tragica (1948), un melodramma con Stewart Granger e Joan Greenwood. Nello stesso anno interpretò il ruolo dell'esploratore irlandese Tom Crean nel film La tragedia del capitano Scott e recitò in Whisky a volontà (1949), capostipite delle Ealing Comedies, pellicole brillanti, spesso di satira sociale, girate presso gli Ealing Studios e molto amate dal pubblico negli anni del dopoguerra.
Gregson iniziò a farsi conoscere grazie alla partecipazione ad alcuni notevoli film britannici, come Cuore solitario (1949), Cairo Road - Sulla via del Cairo (1949), L'isola del tesoro (1950) e L'incredibile avventura di Mr. Holland (1951), commedia con Alec Guinness. Ebbe un ruolo di rilievo in Quinta squadriglia Hurricanes (1952), film bellico all'epoca molto popolare, e fu promosso a interprete protagonista con il film The Brave Don't Cry (1952), dramma su un disastro minerario, diretto da Philip Leacock.
Nel 1953 Gregson assurse al rango di star grazie alla commedia brillante La rivale di mia moglie (1953), al fianco di Kenneth More e Kay Kendall, dopodiché tornò al registro drammatico con il film di ambiente carcerario Penitenziario braccio femminile (1954), in cui recitò con Glynis Johns e Diana Dors, dimostrandosi all'altezza sia come attore brillante che come interprete drammatico. Nel 1955 fu a suo agio anche nel genere bellico, con il ruolo del tenente Alec Duffy in Sopra di noi il mare, accanto a John Mills e Donald Sinden, e l'anno successivo replicò il successo personale con il ruolo del capitano Frederick S. Bell, comandante dell'incrociatore britannico HMS Exeter, nel film La battaglia di Rio della Plata (1956), diretto da Michael Powell ed Emeric Pressburger.
Tornato con disinvoltura al genere brillante, Gregson interpretò - fra le altre - la commedia Sotto coperta con il capitano (1959), nel ruolo del capitano Albert Ebbs, che dopo anni di esperienza alla guida di navi mercantili, viene nominato comandante della Queen Adelaide, una nave da crociera, trovandosi quindi impreparato a gestire dei passeggeri in vacanza, tra cui due donne di cui diventa oggetto di interesse amoroso. Si cimentò anche nel thriller con Faces in the Dark (1960), nel poliziesco con Scotland Yard sezione omicidi (1961), in cui recitò con il giovane Sean Connery, e nel genere avventuroso con Il segreto di Montecristo (1961). Fu inoltre una delle numerose star britanniche che parteciparono al kolossal Il giorno più lungo (1962).
Verso la metà degli anni sessanta, la carriera cinematografica di Gregson volse al declino ed egli si dedicò alla televisione, comparendo - fra le altre - nella serie poliziesca L'ispettore Gideon, in cui interpretò l'ispettore protagonista in 26 episodi tra il 1964 e il 1967, e in telefilm come Il Santo (1966) Il mondo di Shirley (1971-1972), e Dangerous Knowledge (1975), che fu la sua ultima apparizione sulle scene e venne trasmesso postumo nel 1976. 
John Gregson morì improvvisamente per un attacco di cuore l'8 gennaio 1975, all'età di 55 anni, mentre si trovava in vacanza con la famiglia nel Somerset. È sepolto a Sunbury-on-Thames, nel Surrey.

## Filmografia parziale

### Cinema
- Sarabanda tragica (Saraband for Dead Lovers), regia di Basil Dearden (1948)
- La tragedia del capitano Scott (Scott of the Antarctic), regia di Charles Frend (1948)
- Whisky a volontà (Whisky Galore!), regia di Alexander Mackendrick (1949)
- Cuore solitario (The Hasty Heart), regia di Vincent Sherman (1949)
- Cairo Road - Sulla via del Cairo (Cairo Road), regia di David MacDonald (1949)
- L'isola del tesoro (Treasure Island), regia di Byron Haskin (1950)
- L'incredibile avventura di Mr. Holland (The Lavender Hill Mob), regia di Charles Crichton (1951)
- Quinta squadriglia Hurricanes (Angels One Five), regia di George More O'Ferrall (1952)
- The Brave Don't Cry, regia di Philip Leacock (1952)
- The Holly and the Ivy, regia di George More O'Ferrall (1952)
- The Titfield Thunderbolt, regia di Charles Crichton (1953)
- La rivale di mia moglie (Genevieve), regia di Henry Cornelius (1953)
- Penitenziario braccio femminile (The Weak and the Wicked), regia di J. Lee Thompson (1954)
- Tre casi di assassinio (Three Cases of Murder), regia di David Eady, George More O'Ferrall, Orson Welles, Wendy Toye (1955)
- Sopra di noi il mare (Above Us the Waves), regia di Ralph Thomas (1955)
- Febbre bionda (Value for Money), regia di Ken Annakin (1955)
- La battaglia di Rio della Plata (The Battle of the River Plate), regia di Michael Powell ed Emeric Pressburger (1956)
- Avventura a Soho (Miracle in Soho), regia di Julian Amyes (1957)
- Mare di sabbia (Sea of Sand), regia di Guy Green (1958)
- Rooney, regia di George Pollock (1958)
- Sotto coperta con il capitano (The Captain's Table), regia di Jack Lee (1959)
- SOS Pacific, regia di Guy Green (1959)
- Faces in the Dark, regia di David Eady (1960)
- Scotland Yard sezione omicidi (The Frightened City), regia di John Lemont (1961)
- Il segreto di Montecristo (The Treasure of Monte Cristo), regia di Robert S. Baker, Monty Berman (1961)
- Il giorno più lungo (The Longest Day), regia di Ken Annakin, Andrew Marton (1962)
- Tecnica di un crimine (Tomorrow at Ten), regia di Lance Comfort (1963)
- La notte dei generali (The Night of the Generals), regia di Anatole Litvak (1967)
- L'allucinante notte di una baby sitter (Fright), regia di Peter Collinson (1971)

### Televisione
- Missione segreta (Espionage) – serie TV, episodio 1x02 (1963)
- L'ispettore Gideon (Gideon's Way) – serie TV, 26 episodi (1964-1966)
- Il Santo (The Saint) – serie TV, episodio 5x14 (1966)
- Agente segreto (Man in a Suitcase) – serie TV, episodio 1x15 (1968)
- Il mondo di Shirley (Shirley's World) – serie TV, 14 episodi (1971-1972)

## Doppiatori italiani
- Mario Pisu in Sopra di noi il mare
- Manlio Busoni in La notte dei generali